# Межгосударственный экономический комитет Экономического сообщества
Межреспублика́нский экономи́ческий комите́т СССР — орган государственного управления СССР, образованный на паритетных началах союзными республиками в соответствии с Законом СССР от 5 сентября 1991 № 2392-I «Об органах государственной власти и управления Союза ССР в переходный период». Занимался координацией управления народным хозяйством, согласованным проведением экономических реформ и социальной политикой союзных республик. Комитет был подотчётен в своей деятельности Президенту СССР, Государственному Совету СССР и Верховному Совету СССР.
На основании договора об Экономическом сообществе (между союзными республиками и республиками, заявившими о выходе из состава Союза ССР) от 18 октября 1991 года и в соответствии с постановлением Государственного Совета СССР № ГС-10 от 14 ноября 1991 года стал исполнительным органом Экономического сообщества — Межгосударственным экономическим комитетом.
19 декабря 1991 года указом Президента РСФСР деятельность МЭКа на территории России была прекращена. Аппарат, ведомства и другие структуры Межгосударственного экономического комитета, находящиеся на территории РСФСР, были переданы в ведение Правительства РСФСР. Через 8 дней на базе российской части МЭКа, его аппарата создан Государственный комитет РСФСР по экономическому сотрудничеству с государствами — членами СНГ. Совместным распоряжением президентов СССР и РСФСР аппарат комитета прекратил свою деятельность со 2 января 1992 года. 18 октября 1994 года истек срок действия договора об Экономическом сообществе.
Фактическим преемником являлся Межгосударственный экономический комитет СНГ, существовавший в 1994—1999 годах.

## Руководители
Председатель Комитета (как органа власти Союза ССР):
- Силаев Иван Степанович (20 сентября[12] — 14 ноября 1991)

Председатель Комитета — премьер-министр Экономического сообщества:
- Силаев Иван Степанович (14 ноября[3] — 26 декабря 1991)

Заместители Председателя МЭК Экономического сообщества:
- Гаврилов Игорь Трифонович[13][14] (документ о назначении не публиковался[15])
- Кулик Геннадий Васильевич (18 ноября[16] — декабрь 1991)
- Бектемисов Амангельды Иманакышевич (29 ноября[17] — декабрь 1991)

Полномочный представитель Председателя Комитета на правах Министра СССР:
- Сергеев Валентин Михайлович (18 ноября[18] — декабрь 1991)

Руководитель Бюджетного управления Комитета на правах Министра СССР:
- Зверев Андрей Викторович (декабрь 1991[19])

Аппарат
Помощник Председателя МЭК СССР/МЭК Экономического сообщества:
- Володин В. В. (10 октября[20] — декабрь 1991)

## Комитеты и ведомства
Предполагалось, что Межреспубликанский экономический комитет (МЭК), который заменил Кабинет Министров СССР, будет состоять из 15 — 20 департаментов, самым большим из которых станет департамент макроэкономики и финансов (500 человек).

### Комитеты
В рамках Межреспубликанского экономического комитета СССР действовали комитеты, которые по своему статусу являлись центральными государственными органами межотраслевого управления.

### Ведомства
При Межреспубликанском экономическом комитете СССР/Межгосударственном экономическом комитете Экономического сообщества действовали ведомства специального назначения, которые не имели статуса центральных органов государственного управления:
- Комитет по делам ветеранов и инвалидов
- Комитет по информатизации
- Комитет по делам молодёжи
- Комитет по делам семьи и женщин
- Комитет по охране и реставрации памятников истории и культуры
- Комитет содействия малым предприятиям и предпринимательству[источник не указан 1594 дня]